# جورج بيري (سياسي كندي)
جورج بيري هو سياسي كندي، ولد في 7 أكتوبر 1818، وتوفي في 9 يناير 1891 في كندا. حزبياً، نشط في الحزب الليبرالي في أونتاريو ‏. وقد انتخب عضو برلمان مقاطعة أونتاريو.